# Schedocentrus basalis
Schedocentrus basalis är en insektsart som beskrevs av Max Beier 1960. Schedocentrus basalis ingår i släktet Schedocentrus och familjen vårtbitare. Inga underarter finns listade i Catalogue of Life.